# Arkadi Viachanin
Arkadi Viachanin (en ruso: Аркадий Вятча́нин; Vorkutá, 4 de abril de 1984) es un nadador  especializado en pruebas de corta y media distancia estilo espalda, donde consiguió ser medallista de bronce olímpico en 2008 en los 100 metros y 200 metros.

## Carrera deportiva
En los Juegos Olímpicos de Pekín 2008 ganó la medalla de bronce en los 100 metros espalda con un tiempo de 53.18 segundos, tras los estadounidenses Aaron Peirsol y Matt Grevers; y también el bronce en los 200 metros espalda, con un tiempo de 1:54.93 segundos que fue récord europeo, tras los estadounidenses Ryan Lochte y de nuevo Aaron Peirsol.